# India Open 2010
Die India Open 2010 im Badminton fanden vom 8. bis 13. Juni 2010 in Chennai statt. Das Turnier trug den kompletten Namen India Open Grand Prix Gold und ist nicht zu verwechseln mit dem India Grand Prix 2010, welcher im Dezember 2010 ausgetragen wurde. Beide Veranstaltungen gehörten zum BWF Grand Prix 2010.

## Austragungsort
- Jawaharlal Nehru Stadium, Chennai

## Sieger und Platzierte
| Disziplin    | Gold                                            | Silber                       | Bronze                                     |
| ------------ | ----------------------------------------------- | ---------------------------- | ------------------------------------------ |
| Herreneinzel | Alamsyah Yunus                                  | R. M. V. Gurusaidutt         | Chetan Anand                               |
| Herreneinzel | Alamsyah Yunus                                  | R. M. V. Gurusaidutt         | Kashyap Parupalli                          |
| Dameneinzel  | Saina Nehwal                                    | Wong Mew Choo                | Lindaweni Fanetri                          |
| Dameneinzel  | Saina Nehwal                                    | Wong Mew Choo                | Aprilia Yuswandari                         |
| Herrendoppel | Fairuzizuan mohd. tazari Mohd Zakry Abdul Latif | Rupesh Kumar Sanave Thomas   | Chayut Triyachart Danny Bawa Chrisnanta    |
| Herrendoppel | Fairuzizuan mohd. tazari Mohd Zakry Abdul Latif | Rupesh Kumar Sanave Thomas   | Afiat Yuris Wirawan Yohanes Rendy Sugiarto |
| Damendoppel  | Yao Lei Shinta Mulia Sari                       | Ashwini Ponnappa Jwala Gutta | Keshya Nurvita Hanadia Komala Dewi         |
| Damendoppel  | Yao Lei Shinta Mulia Sari                       | Ashwini Ponnappa Jwala Gutta | Della Destiara Haris Suci Rizky Andini     |
| Mixed        | Jwala Gutta Valiyaveetil Diju                   | Yao Lei Chayut Triyachart    | Debby Susanto Muhammad Rizal               |
| Mixed        | Jwala Gutta Valiyaveetil Diju                   | Yao Lei Chayut Triyachart    | Jenna Gozali Ricky Widianto                |

## Finalergebnisse
| Disziplin    | Sieger                               | Finalist                     | Ergebnis            |
| ------------ | ------------------------------------ | ---------------------------- | ------------------- |
| Herreneinzel | Alamsyah Yunus                       | R. M. V. Gurusaidutt         | 21–13, 21–18        |
| Dameneinzel  | Saina Nehwal                         | Wong Mew Choo                | 20–22, 21–14, 21–12 |
| Herrendoppel | Fairuzizuan Tazari Zakry Abdul Latif | Rupesh Kumar Sanave Thomas   | 21–12, 22–20        |
| Damendoppel  | Yao Lei Shinta Mulia Sari            | Jwala Gutta Ashwini Ponnappa | 21–11, 9–21, 21–15  |
| Mixed        | Valiyaveetil Diju Jwala Gutta        | Chayut Triyachart Yao Lei    | 23–21, 20–22, 21–7  |

## Ergebnisse

### Herreneinzel
- Sourabh Varma –  Ravinder Singh: 21-8 / 21-12
- Saurav Kapoor –  T. Nagendra: 21-11 / 21-18
- Sai Praneeth Bhamidipati –  Vipul Saini: 21-4 / 21-15
- Tan Chun Seang –  Joy T. Antony: 21-11 / 21-2
- S. Aravind –  Eshan Naqvi: 19-21 / 21-13 / 21-13
- Abhimanyu Singh –  Tanveer Gill: 29-27 / 21-15
- Alamsyah Yunus –  J. B. S. Vidyadhar: 21-14 / 21-17
- M. R. Manikandan –  Vikram Saini: 21-5 / 21-6
- Ashish Sharma –  Yasin Marwan Saada: 21-16 / 21-12
- Aditya Elango –  Oon Hoe Keat: 21-10 / 8-21 / 21-13
- Srujan Nandaluri –  Ahmed Badie Tawfeek: 21-1 / 21-11
- Nigel D'sa –  Youssef Marwan Saada: 21-3 / 21-7
- Kiran Kumar –  Manish Gupta: 21-16 / 21-18
- K. Tanishak –  Prem Singh Chouhan: 19-21 / 21-16 / 21-8
- Guaranshu Chopra –  Ary Trisnanto: w.o.
- Sagar Chopda –  Arif Nandang Saputra: w.o.
- Oscar Bansal –  Pavel Florián: w.o.
- Pratik Patel –  Nugroho Andi Saputro: w.o.
- Chetan Anand –  Mohit Kamat: 21-8 / 21-8
- Sourabh Varma –  Saurav Kapoor: 21-8 / 21-15
- Ajay Jayaram –  H. S. Prannoy: 21-16 / 9-21 / 21-8
- Tan Chun Seang –  Sai Praneeth Bhamidipati: 21-9 / 21-15
- Arvind Bhat –  Rohan Castelino: 21-14 / 21-15
- Abhimanyu Singh –  S. Aravind: 21-19 / 21-14
- Alamsyah Yunus –  Anup Sridhar: 21-12 / 21-8
- M. R. Manikandan –  Ashish Sharma: 21-11 / 21-9
- Aditya Elango –  Guaranshu Chopra: 21-8 / 21-18
- Anand Pawar –  Sagar Chopda: 21-17 / 7-1 Ret.
- Srujan Nandaluri –  Oscar Bansal: 21-13 / 21-10
- Kashyap Parupalli –  T. Dinesh: 21-11 / 21-12
- Pratik Patel –  Nigel D'sa: 21-18 / 21-16
- R. M. V. Gurusaidutt –  Anurag Sharma: 21-8 / 21-9
- K. Tanishak –  Kiran Kumar: 21-11 / 14-21 / 21-9
- Muhammad Hafiz Hashim –  Ajit Wijetilak: 21-12 / 21-8
- Chetan Anand –  Sourabh Varma: 13-21 / 21-17 / 21-15
- Tan Chun Seang –  Ajay Jayaram: 16-21 / 21-16 / 21-18
- Arvind Bhat –  Abhimanyu Singh: 21-12 / 21-10
- Alamsyah Yunus –  M. R. Manikandan: 21-12 / 21-12
- Anand Pawar –  Aditya Elango: 21-11 / 21-10
- Kashyap Parupalli –  Srujan Nandaluri: 21-15 / 21-9
- R. M. V. Gurusaidutt –  Pratik Patel: 21-5 / 21-3
- Muhammad Hafiz Hashim –  K. Tanishak: 21-5 / 21-9
- Chetan Anand –  Tan Chun Seang: 21-15 / 19-21 / 21-16
- Alamsyah Yunus –  Arvind Bhat: 21-19 / 21-19
- Kashyap Parupalli –  Anand Pawar: 12-21 / 21-9 / 21-12
- R. M. V. Gurusaidutt –  Muhammad Hafiz Hashim: 21-18 / 16-15 Ret.
- Alamsyah Yunus –  Chetan Anand: 16-21 / 21-12 / 21-13
- R. M. V. Gurusaidutt –  Kashyap Parupalli: 21-6 / 17-21 / 21-15
- Alamsyah Yunus –  R. M. V. Gurusaidutt: 21-13 / 21-18

### Dameneinzel Qualifikation
- Juhi Dewangan –  M. Radhika: 21-7 / 21-9
- Sanyogita Ghorpade –  Vaishali Baria: 21-18 / 21-11

### Dameneinzel
- Saina Nehwal –  Thilini Jayasinghe: 21-7 / 21-10
- Dhanya Nair –  Noran Hassan El Banna: 21-5 / 21-11
- Sayali Gokhale –  Sampada Sahasrabuddhe: 21-7 / 21-11
- Gayatri Vartak –  Jui Agaskar: 19-21 / 21-10 / 21-9
- P. C. Thulasi –  Maja Tvrdy: 17-21 / 21-9 / 21-10
- Renuga Veeran –  Anita Ohlan: 21-18 / 21-17
- Aprilia Yuswandari –  Fu Mingtian: 21-13 / 22-20
- P. V. Sindhu –  Juhi Dewangan: 21-12 / 21-8
- Mohita Sahdev –  Trupti Lavania: 21-15 / 21-12
- Gu Juan –  Trupti Murgunde: 21-15 / 21-15
- Simone Prutsch –  Neha Pandit: 12-21 / 21-13 / 21-14
- Lindaweni Fanetri –  Aditi Mutatkar: 21-14 / 18-21 / 21-11
- Chandrika de Silva –  Diksha Mahajan: 21-5 / 21-8
- Chen Jiayuan –  Saili Rane: 17-21 / 21-14 / 21-15
- Sanyogita Ghorpade –  Asmaa Badie Tawfeek: 21-4 / 21-6
- Wong Mew Choo –  Mudra Dhainje: 21-13 / 21-15
- Saina Nehwal –  Dhanya Nair: 21-9 / 21-9
- Sayali Gokhale –  Gayatri Vartak: 21-15 / 21-12
- Renuga Veeran –  P. C. Thulasi: 21-16 / 21-18
- Aprilia Yuswandari –  P. V. Sindhu: 21-16 / 21-17
- Gu Juan –  Mohita Sahdev: 21-9 / 21-8
- Lindaweni Fanetri –  Simone Prutsch: 17-21 / 23-21 / 21-11
- Chen Jiayuan –  Chandrika de Silva: 21-14 / 21-12
- Wong Mew Choo –  Sanyogita Ghorpade: 21-14 / 21-10
- Saina Nehwal –  Sayali Gokhale: 21-4 / 21-8
- Aprilia Yuswandari –  Renuga Veeran: 21-9 / 21-6
- Lindaweni Fanetri –  Gu Juan: 21-9 / 21-17
- Wong Mew Choo –  Chen Jiayuan: 22-20 / 21-19
- Saina Nehwal –  Aprilia Yuswandari: 21-17 / 21-11
- Wong Mew Choo –  Lindaweni Fanetri: 22-20 / 21-17
- Saina Nehwal –  Wong Mew Choo: 20-22 / 21-14 / 21-12

### Herrendoppel
- K. S. Hersen /  Jayan James –  Mohit Kamat /  Venkatesh Prasad: 21-17 / 21-19
- S. D. S. Krishna /  Manuel Vineeth –  Avinash Sharma /  Rahul Sharma: 21-7 / 21-11
- Berry Angriawan /  Muhammad Ulinnuha –  D. Raviraj /  Sunil Verma: 21-16 / 21-11
- Delynugraha Muhammad Rizky /  Muhammad Rizal –  Joy T. Antony /  P. H. Suraj: 21-18 / 21-7
- Jishnu Sanyal /  Manu Attri –  Yasin Marwan Saada /  Youssef Marwan Saada: 21-2 / 21-12
- Yohanes Rendy Sugiarto /  Afiat Yuris Wirawan –  T. Dinesh /  Kiran Kumar: 21-11 / 21-16
- Hoon Thien How /  Ong Soon Hock –  Bennet Antony /  Ram C. Vijay: 21-7 / 21-11
- Pranav Chopra /  Tarun Kona –  K. Tanishak /  J. B. S. Vidyadhar: 21-11 / 21-23 / 21-13
- Ravinder Singh /  Utsav Mishra –  Alwin Francis /  Sanker Gopan: 11-21 / 21-11 / 21-16
- Jagadish Yadav /  S. Sanjeeth –  Andhika Anhar /  Hendra Setiyo Nugroho: w.o.
- Akshay Dewalkar /  Arun Vishnu –  K Rizki Yanu /  Albert Saputra: w.o.
- Venkat Gaurav Prasad /  Manish Gupta –  Angga Pratama /  Rian Agung Saputro: w.o.
- Ashish Sharma /  Pankaj Nathani –  Fernando Kurniawan /  Wifqi Windarto: w.o.
- Zakry Abdul Latif /  Fairuzizuan Tazari –  K. S. Hersen /  Jayan James: 21-9 / 21-12
- S. D. S. Krishna /  Manuel Vineeth –  Jagadish Yadav /  S. Sanjeeth: 21-17 / 21-14
- Danny Bawa Chrisnanta /  Chayut Triyachart –  Akshay Dewalkar /  Arun Vishnu: 21-14 / 21-16
- Berry Angriawan /  Muhammad Ulinnuha –  Venkat Gaurav Prasad /  Manish Gupta: 14-21 / 21-4 / 21-9
- Delynugraha Muhammad Rizky /  Muhammad Rizal –  Jishnu Sanyal /  Manu Attri: 21-17 / 21-15
- Yohanes Rendy Sugiarto /  Afiat Yuris Wirawan –  Hoon Thien How /  Ong Soon Hock: 16-21 / 21-19 / 21-14
- Pranav Chopra /  Tarun Kona –  Ashish Sharma /  Pankaj Nathani: 21-5 / 21-8
- Rupesh Kumar /  Sanave Thomas –  Ravinder Singh /  Utsav Mishra: 21-8 / 21-12
- Zakry Abdul Latif /  Fairuzizuan Tazari –  S. D. S. Krishna /  Manuel Vineeth: 21-13 / 21-9
- Danny Bawa Chrisnanta /  Chayut Triyachart –  Berry Angriawan /  Muhammad Ulinnuha: 21-18 / 21-12
- Yohanes Rendy Sugiarto /  Afiat Yuris Wirawan –  Delynugraha Muhammad Rizky /  Muhammad Rizal: 21-10 / 21-16
- Rupesh Kumar /  Sanave Thomas –  Pranav Chopra /  Tarun Kona: 21-15 / 21-13
- Zakry Abdul Latif /  Fairuzizuan Tazari –  Danny Bawa Chrisnanta /  Chayut Triyachart: 21-8 / 21-17
- Rupesh Kumar /  Sanave Thomas –  Yohanes Rendy Sugiarto /  Afiat Yuris Wirawan: 21-9 / 18-21 / 24-22
- Zakry Abdul Latif /  Fairuzizuan Tazari –  Rupesh Kumar /  Sanave Thomas: 21-12 / 22-20

### Damendoppel
- Jyotshna Polavarapu /  Pradnya Gadre –  Vanessa Neo Yu Yan /  Fu Mingtian: 21-19 / 21-15
- Shinta Mulia Sari /  Yao Lei –  Megha Merin Ninan /  Vaishali Baria: 21-9 / 21-10
- Debby Susanto /  Richi Puspita Dili –  Jui Agaskar /  Saili Rane: 21-17 / 21-13
- Della Destiara Haris /  Suci Rizky Andini –  P. C. Thulasi /  Prajakta Sawant: 21-10 / 21-12
- Jyotshna Polavarapu /  Pradnya Gadre –  Meenakshi Nair /  Mohita Sahdev: 21-16 / 21-14
- Komala Dewi /  Keshya Nurvita Hanadia –  Chen Jiayuan /  Gu Juan: 21-12 / 21-17
- Jenna Gozali /  Variella Aprilsasi Putri Lejarsari –  Asmaa Badie Tawfeek /  Noran Hassan El Banna: 21-5 / 21-5
- Jwala Gutta /  Ashwini Ponnappa –  Akansha Raina /  Diksha Mahajan: 21-4 / 21-4
- Aparna Balan /  Shruti Kurien –  Dwi Augustiawati /  Ayu Rahmasari: w.o.
- Shinta Mulia Sari /  Yao Lei –  Debby Susanto /  Richi Puspita Dili: 21-13 / 21-16
- Della Destiara Haris /  Suci Rizky Andini –  Aparna Balan /  Shruti Kurien: 15-21 / 21-10 / 21-11
- Komala Dewi /  Keshya Nurvita Hanadia –  Jyotshna Polavarapu /  Pradnya Gadre: 21-15 / 21-9
- Jwala Gutta /  Ashwini Ponnappa –  Jenna Gozali /  Variella Aprilsasi Putri Lejarsari: 17-21 / 21-14 / 21-13
- Shinta Mulia Sari /  Yao Lei –  Della Destiara Haris /  Suci Rizky Andini: 21-16 / 21-17
- Jwala Gutta /  Ashwini Ponnappa –  Komala Dewi /  Keshya Nurvita Hanadia: 21-12 / 21-18
- Shinta Mulia Sari /  Yao Lei –  Jwala Gutta /  Ashwini Ponnappa: 21-11 / 9-21 / 21-15

### Mixed
- Tarun Kona /  Ashwini Ponnappa –  Youssef Marwan Saada /  Noran Hassan El Banna: 21-8 / 21-9
- K. S. Hersen /  Meenakshi Nair –  Ahmed Badie Tawfeek /  Asmaa Badie Tawfeek: 21-7 / 21-4
- Ricky Widianto /  Jenna Gozali –  Vikram Saini /  Diksha Mahajan: 21-5 / 21-9
- Prem Singh Chouhan /  M. Radhika –  K Rizki Yanu /  Dwi Augustiawati: w.o.
- Chayut Triyachart /  Yao Lei –  Hendra Mulyono /  Ayu Rahmasari: w.o.
- Valiyaveetil Diju /  Jwala Gutta –  Ram C. Vijay /  Megha Merin Ninan: 21-8 / 21-9
- Hendri Kurniawan Saputra /  Vanessa Neo Yu Yan –  Prem Singh Chouhan /  M. Radhika: 21-8 / 21-8
- Muhammad Rizal /  Debby Susanto –  Pranav Chopra /  Prajakta Sawant: 19-21 / 21-8 / 21-16
- Tarun Kona /  Ashwini Ponnappa –  Jishnu Sanyal /  Jyotshna Polavarapu: 18-21 / 21-12 / 21-19
- Chayut Triyachart /  Yao Lei –  Delynugraha Muhammad Rizky /  Richi Puspita Dili: 17-21 / 21-19 / 21-17
- Arun Vishnu /  Aparna Balan –  K. S. Hersen /  Meenakshi Nair: 21-13 / 21-14
- Ricky Widianto /  Jenna Gozali –  Venkat Gaurav Prasad /  Juhi Dewangan: 21-12 / 21-14
- Raj Veeran /  Renuga Veeran –  Tanveer Gill /  Mohita Sahdev: w.o.
- Valiyaveetil Diju /  Jwala Gutta –  Hendri Kurniawan Saputra /  Vanessa Neo Yu Yan: 21-17 / 19-21 / 21-14
- Muhammad Rizal /  Debby Susanto –  Tarun Kona /  Ashwini Ponnappa: 21-9 / 21-16
- Chayut Triyachart /  Yao Lei –  Arun Vishnu /  Aparna Balan: 22-20 / 21-14
- Ricky Widianto /  Jenna Gozali –  Raj Veeran /  Renuga Veeran: 21-9 / 21-13
- Valiyaveetil Diju /  Jwala Gutta –  Muhammad Rizal /  Debby Susanto: 21-7 / 21-10
- Chayut Triyachart /  Yao Lei –  Ricky Widianto /  Jenna Gozali: 17-21 / 21-16 / 21-13
- Valiyaveetil Diju /  Jwala Gutta –  Chayut Triyachart /  Yao Lei: 23-21 / 20-22 / 21-7